# Scytodes longipes
Espèce
Synonymes
- Scytodes thoracica indica Hasselt, 1871
- Scytodes marmorata L. Koch, 1872
- Scytodes marmorata Taczanowski, 1872 nec L. Koch, 1872
- Scytodes taczanowskii Thorell, 1878
- Scytodes marmorella Strand, 1906
- Scytodes depressiventris Mello-Leitão, 1916
- Scytodes penicillata Rainbow, 1916
- Scytodes plumbeus Mello-Leitão, 1929

Scytodes longipes est une espèce d'araignées aranéomorphes de la famille des Scytodidae.

## Distribution
Cette espèce se rencontre en Amérique du Sud et en Amérique centrale.
Elle a été introduite dans des îles du Pacifique, en Indonésie en Nouvelle-Guinée, en Australie au Queensland, au Japon, au Congo-Kinshasa et en Guinée.

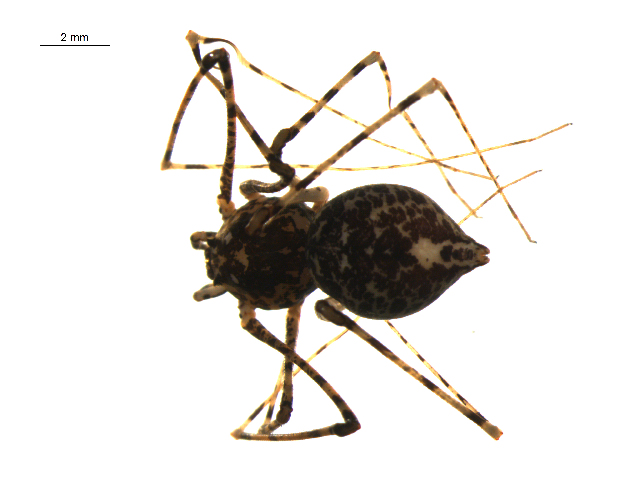
Scytodes longipes

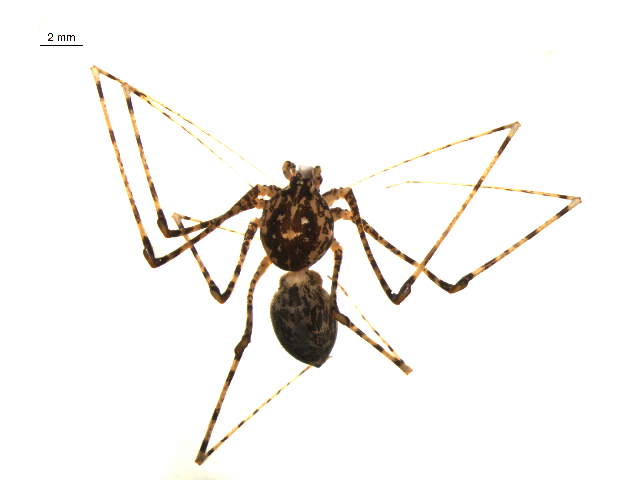
Scytodes longipes

## Systématique et taxinomie
Cette espèce a été décrite par Lucas en 1844.
Scytodes penicillata a été placée en synonymie par Davies en 1985.
Scytodes depressiventris et Scytodes plumbeus ont été placées en synonymie par Brescovit et Rheims en 2000.
Scytodes longipes simplex a été déclarée nomen dubium par Alayón et Sherwood en 2022.

## Publication originale
- Lucas, 1844 : « Notice sur une nouvelle espece d'araneide appartenant au genre Scytodes de M. Walkenaer. » Revue Zoologique par la Société Cuviérienne, vol. 1844, p. 72.